# Storön
Storön (ook wel Storöhamn) is een dorp binnen de Zweedse gemeente Kalix. Het dorp ligt op het gelijknamige schiereiland. In de 14e eeuw vindt er al scheepvaart plaats; in 1539 wordt het dorp voor het eerst vermeld, als er belasting wordt geheven. Er zijn dan vijf huisboeren. Dat aantal blijft constant tot ongeveer 1825, pas dan begint het dorp te groeien.
Storön betekent groot eiland. Doordat de bodem hier de afgelopen eeuwen stijgt is het inmiddels een schiereiland geworden; het is vastgegroeid aan het land. De toenmalige afscheiding van het land manifesteert zich anno 21e eeuw nog steeds in de hoedanigheid van de meren Blåmissjusjön, Resvarpet en Storblötan, dat afwatert naar de baai aan de Botnische Golf.
De naam Storön komt ongeveer negentig keer voor in Zweden.
Bestuurscentrum: Kalix (tätort)
Tätort: Båtskärsnäs · Bredviken · Gammelgården · Karlsborg · Morjärv · Nyborg · Påläng · Risögrund · Rolfs · Sangis · Töre
Småort: Åkroken · Björkfors · Börjelsbyn · Granholmen · Innanbäcken · Innanlandet · Kälsjärv · Lappbäcken · Målson · Månsbyn · Ryssbält · Siknäs · Storön · Stråkanäs · Sören · Vallen · Vånafjärden
Overig: Björkvattnet · Bjumisträsk · Bondersbyn · Brattlandet · Empoberget · Forsbyn · Granån · Grubbnäsudden · Grytnäs · Hällfors · Holmträsk · Hömyrfors · Kamlunge · Klinten · Korpikå · Långfors · Lantjärv · Marieberg · Moån · Östanfjärden · Östra Flakaträsk · Östra Granträsk · Övermorjärv · Räktjärv · Rian · Småkvarn · Sockenträsk · Stora Lappträsk · Storsien · Tjäruträsk · Törböle · Törefors · Västannäs · Västra Flakaträsk · Vitvattnet ·